# Leptostylus gnomus
Leptostylus gnomus là một loài bọ cánh cứng trong họ Cerambycidae.